# اچ‌ام‌اس ساراسن (۱۸۰۴)
اچ‌ام‌اس ساراسن (۱۸۰۴) (به انگلیسی: HMS Saracen (1804)) یک کشتی بود که طول آن ۱۰۰ فوت ۲ اینچ (۳۰٫۵۳ متر) بود. این کشتی در سال ۱۸۰۴ ساخته شد.